# كانو دوس سانتوس
كانو دوس سانتوس (23 سبتمبر 1987 بسالفادور في البرازيل - ) هو لاعب كرة قدم برازيلي في مركزي الهجوم والوسط . لعب مع تيريك غروزني وسيركل بروج ونادي رويال أندرلخت ونادي غريميو بارويري وأتلتيكو يوفنتوس.

## وصلات خارجية
- كانو دوس سانتوس على موقع الاتحاد الأوربي (الإنجليزية)
- كانو دوس سانتوس على موقع قاعدة بيانات كرة القدم.إي يو (الإنجليزية)
- كانو دوس سانتوس على موقع Soccerway.com (الإنجليزية)
- كانو دوس سانتوس على موقع عالم كرة القدم.نت (الإنجليزية)
- كانو دوس سانتوس على موقع AS.com (الإسبانية)